# Crecimiento secundario anómalo
En Botánica, se define como crecimiento secundario anómalo (o variantes cambiales) al conjunto de tipos de crecimiento secundario que no es el típico de las gimnospermas y dicotiledóneas, las cuales poseen un cámbium bifacial "típico" considerado el ancestral por los diferentes autores; sino uno generado por un cámbium "anómalo". Se considera crecimiento secundario anómalo al que ocurre en las raíces de las batatas Ipomoea (de tipo "concéntrico" o "cámbium sucesivo") , al llamado "del floema incluido" (o interxilar o de tipo foraminado), a la actividad inequitativa del cámbium vascular, y al crecimiento secundario que ocurre en las monocotiledóneas. Los orígenes de las variantes son muy probablemente polifiléticos, originados como adaptaciones a la necesidad de producción de tejidos secundarios, lo que no desecha la posibilidad de que dos familias relacionadas con la misma variante de cámbium puedan compartir un ancestro con esa variante. En la mayoría de las familias coexisten los géneros con crecimiento secundario anómalo y los géneros con un cámbium típico, y en cada una de ellas la mayoría de los géneros, particularmente los taxones menos especializados, estarán en el último caso. Un ejemplo conocido es el género Bauhinia (Fabaceae), en el que muchas especies tienen tallos leñosos normales y sólo un número relativamente pequeño de ellas (las lianas conocidas como "escaleras de mono") tiene las anormalidades cambiales altamente distintivas por las que el género se hizo tan bien conocido en la literatura anatómica.

## Crecimiento secundario en monocotiledóneas

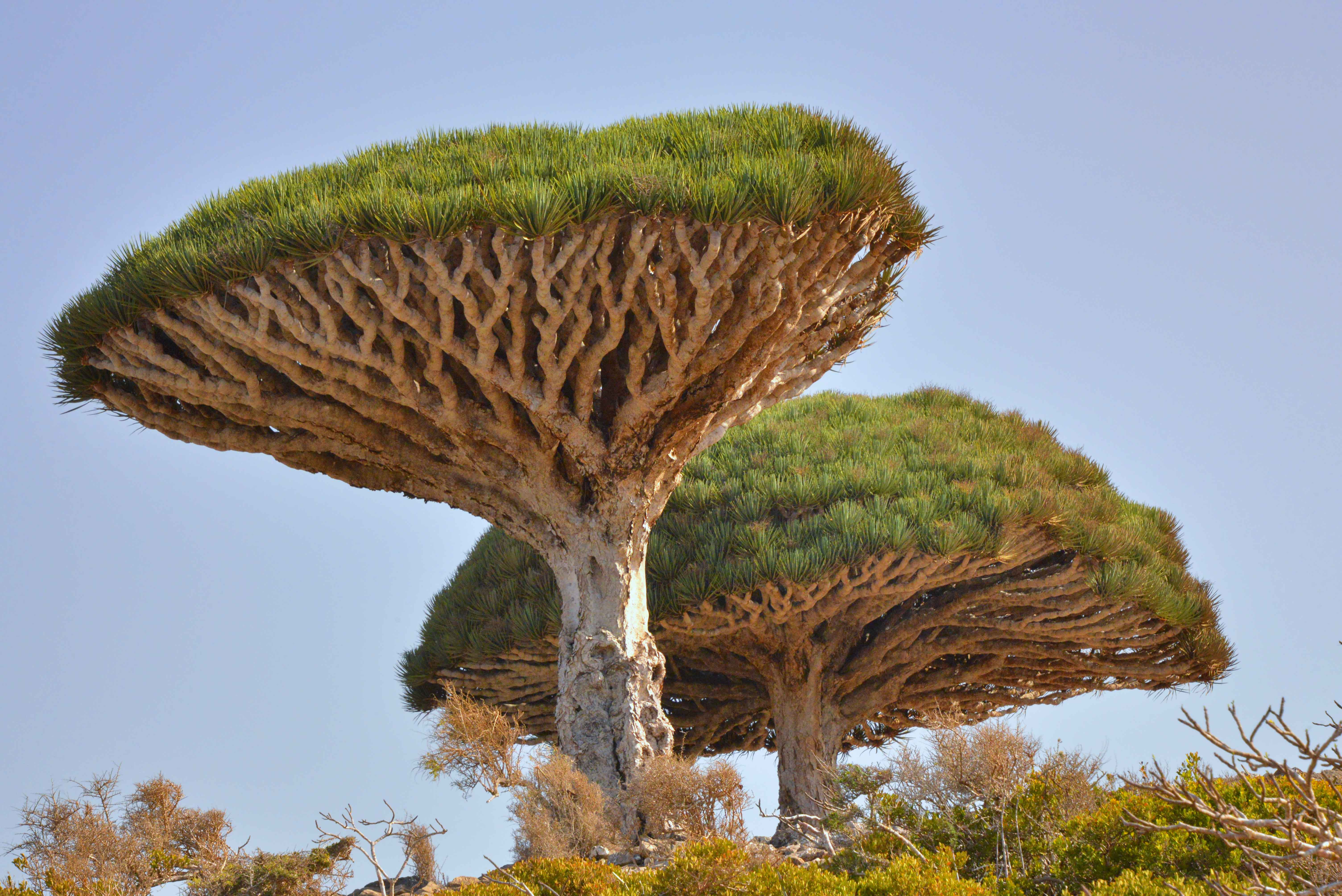
Dracaena cinnabari,, un árbol de las monocotiledóneas, en la isla de Socotra.

Ninguna monocotiledónea posee un crecimiento secundario como el de las dicotiledóneas, pero algunas se vuelven arborescentes y "leñosas", como el árbol de Josué, el árbol dragón, y las palmeras. Si bien las palmeras engrosan su tallo por "gigantismo primario", los dos primeros lo logran por un crecimiento secundario anómalo. En ellos, un tipo de cámbium vascular se genera por fuera de los haces más alejados de la atactostela, este cámbium se origina de las células de la corteza de la misma forma que el cámbium vascular interfascicular en las dicotiledóneas. Sin embargo a diferencia de las dicotiledóneas, este cámbium genera solamente parénquima, no células de conducción. Algunas de las células de este parénquima se dividen rápidamente y producen columnas de células delgadas que se diferencian finalmente en haces vasculares secundarios conteniendo floema y xilema. Las células más externas de cada haz vascular se desarrollan en fibras con gruesas paredes secundarias. Por otro lado las células de parénquima que no se diferencian en haces vasculares forman un tejido secundario "ground", cuyo arreglo es casi idéntico al de los tejidos primarios. Los troncos resultantes son "leñosos" debido a las fibras, y tienen más capacidad de conducción y más fortaleza cada año, por lo que la ramificación resulta posible, así como también el mayor número de hojas, sin necesidad de raíces adventicias como las que se encuentran en Pandanus.

## Crecimiento secundario anómalo en dicotiledóneas

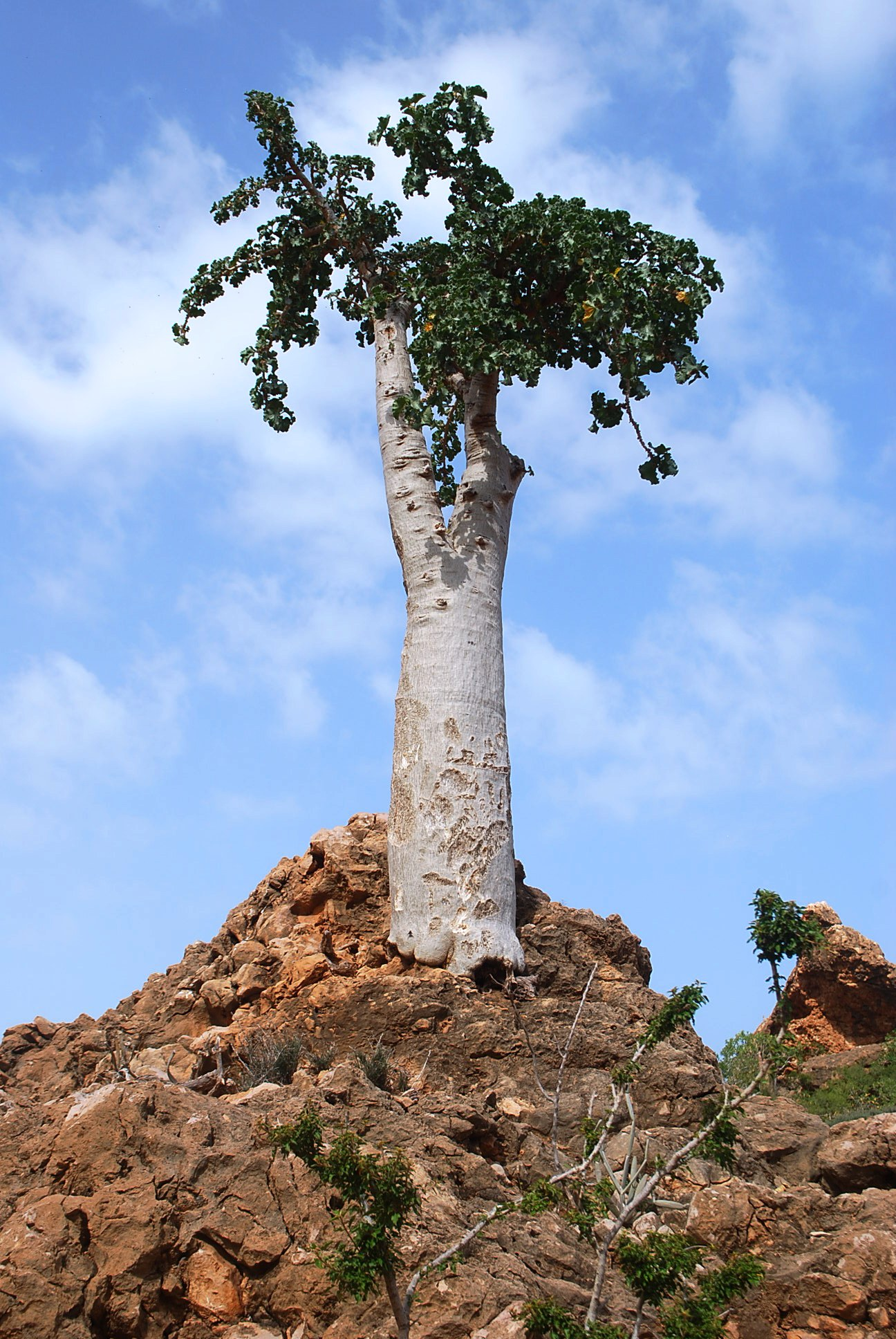
Dendrosicyos, la única cucurbitácea arborescente, con cámbium sucesivo (Olson 2003).

En dicotiledóneas, el crecimiento secundario anómalo debe esperarse al menos en el hábito guiador. "Las plantas trepadoras difieren de los árboles y arbustos en un número de características, más notablemente en las propiedades mecánicas del tallo (Isnard et al. 2003, Lopes et al. 2008). La transición de sostenerse a sí mismo al hábito trepador coocurre con el desarrollo de patrones estructurales, que difieren de los tipos anatómicos más usuales, y son a veces referidos como anómalos (Cutter 1969) o variantes cambiales (Carlquist 1988, Sajo y Castro 2006) si bien estas variantes pueden ocurrir también en arbustos no trepadores y árboles. Diferentes tipos de variantes cambiales ocurren en lianas que se considera que aumentan la flexibilidad del tallo, protegen los elementos conductores de xilema y floema e incrementan el parénquima de almacenamiento. También pueden limitar la disrupción física de los haces vasculares durante la torsión y el doblado, y promueven la cicatrización de heridas luego de la remoción de la corteza o el anillado (Dobbins y Fisher 1986, Fisher y Ewers 1992, Lopes et al. 2008); todos ellos aspectos que son funcionalmente relevantes en tallos lianescentes". (, ver también). Por ejemplo los tallos aplanados -que pueden darse por diferentes tipos de cámbium anómalo- sólo se encuentran en lianas, ya estén éstas apretadas contra el soporte (p.ej. Marcgravia) o apoyadas sobre él (p.ej. Heteropteris). Las variantes de cámbium pueden tener otras funciones, como la de inervar órganos de almacenamiento (p.ej. en Beta vulgaris (Chenopodiaceae)), la de funcionar como canales para la traslocación rápida de fotosintatos para ayudar a una formación repentina de flores y frutos (como parece ser el caso en las especies de Onagraceae que poseen floema incluido), y la función de las (raíces?) tabulares de anclar el árbol al suelo en hábitats de suelos poco profundos.
"La clasificación de las variantes cambiales ha sido un problema para varios investigadores debido a la diversidad que hay que tener en consideración. La base de la clasificación ha sido generalmente principalmente topográfica. Sin embargo, un elemento ontogenético está implícito también, ya que los diferentes tipos de eventos del desarrollo deben desembocar en los tipos a los que se llega. Los investigadores han tendido a concernirse con las apariencias topográficas, y utilizado terminología apropiada a esa visión, porque el estudio de la ontogenia de las variantes cambiales puede ser consumidora de tiempo y difícil. Estas variantes cambiales han sido conocidas por una cantidad de tiempo suficiente como para que un número de estudios que incorporaran la ontogenia hayan sido realizados, y tomar ventaja de estos alicientes me ha parecido un procedimiento apropiado para delinear la terminología. Las variantes informadas hasta la fecha puede decirse que caen en tres categorías principales: (1) cámbium sucesivo (tipo "concéntrico" para algunos autores), (2) un único cámbium que produce floema interxilar y también xilema internamente (tipo "foraminado" para algunos autores), (3) cámbium que comienza como un único (o en unos pocos casos, múltiple y simultáneo) cámbium normal que produce floema externamente y xilema internamente y que tiene o desarrolla una conformación diferente de la cilíndrica." (Carlquist 1988)
Combinaciones de variantes de cámbium también pueden darse.

### (1) Cámbium sucesivo o de tipo concéntrico
Tener en cuenta que el término "cámbiumes sucesivos" (successive cambia) representa la ontogenia, no los productos resultantes, aunque son predecibles.
El término cámbium sucesivo es sugerido por Carlquist (1988) como una alternativa a una frase como "el meristema de engrosamiento primario y sus productos" (primary thickening meristem and its products), sinónimo del "cámbium parénquimo-vascular" (parenchymo-vascular cambium) de Pulawska (1973). El término "meristema de engrosamiento primario" (primary thickening meristem) fue usado por diferentes autores (e.g. Stevenson y Popham 1973, Mikesell y Popham 1976, Mikesell 1979). "El término como usado por Mikesell y Popham (1976) y otros investigadores recientes debería ser adoptado para la capa que origina externamente tejido conjuntivo (formado en cantidades relativamente pequeñas) e internamente también tejido conjuntivo (formado en cantidades relativamente grandes: la mayor parte del tejido vascular de un tallo o raíz). En el tejido conjuntivo inmaduro, los strands prodesmógenos (un término análogo a procámbium) se forman, éstos maduran en strands desmógenos, que consisten en xilema, floema y cámbium desmógeno. El cámbium desmógeno puede producir pequeñas cantidades de xilema y floema -como en Pisonia (Nyctaginaceae, en donde el tallo parece tener una serie de haces embebidos en un tejido de fondo- o grandes cantidades, en donde las bandas gruesas de xilema secundario son producidas, como en Kochia. 'Cámbium sucesivo' (successive cambia) es un término que refiere colectivamente al cámbium desmógeno en un tallo". (Carlquist 1988) "Metcalfe y Chalk (1983:211) llaman al fenómeno de cámbiumes sucesivos "xilema y floema alternados concéntricamente", ellos y otros sugieren el término "floema interxilar" (interxylary phloem) o "floema incluido" (included phloem) cuando hay cámbiumes sucesivos, pero yo llamaré floema interxilar sólo al tipo en el que hay un único cámbium. "Floema interxilar" y "floema incluido" es un nombre inadecuado cuando hay cámbiumes sucesivos, porque el floema producido por cada cámbium está en una posición normal en relación al xilema producido por ese cámbium, y una banda de parénquima o esclerénquima (tejido conjuntivo) separa el tejido vascular (desmógeno, desmogen) relacionado con un cámbium de los productos del siguiente, y por lo tanto el floema es considerado embebido ("inter"), está embebido en un sistema mucho más complejo que sólo xilema secundario. Es más, como notaron Mikesell y Popham, este "floema incluido" (o floema interxilar) fue aplicado equivocadamente a plantas con cámbiumes sucesivos porque el tejido conjuntivo con paredes secundarias gruesas fue erróneamente identificado como xilema secundario." (Carlquist 1988)
Poseen cámbium sucesivo: los géneros más leñosos de Aizoaceae (los herbáceos tienen poquito o ningún crecimiento secundario), géneros leñosos de Amaranthaceae como Bosea, Charpentiera, Nototrichium, Asteraceae: Chrysanthemoides, Avicenniaceae: Avicennia, Capparaceae: Boscia, Cadaba, Forchammeria, Maerua, Stixis, Caryophyllaceae: Lepigonum (raíces), Spergularia (raíz y tallo), Polycarpaea (raíces), Chenopodiaceae: numerosos géneros, Chloanthaceae (Dicrastylidaceae): todos los géneros, Connaraceae: Rourea pulchella, Convolvulaceae: Argyreia, Calonyction, Convolvulus, Dicranostyles, Ericybe, Hewittia, Ipomoea, Maripa, Merremia, Porana, y algunos otros géneros, Cucurbitaceae: Adenopus, Luffa, Melothria, Momordica, Physedra, Sphaerosicyos, y raíces de géneros con raíces tuberosas como Marah, Dilleniaceae: Doliocarpus, Dioncophyllaceae: Dioncophyllum, Fabaceae: Derris, Koompassia, Machaerium, Mucuna, Pachyrhizus, Pueraria, Rhynchosia, Strongylodon, Wisteria, Frankeniaceae: Frankenia, Hippocrateaceae: Cheiloclinium, Salacia, Icacinaceeae: Icacina mannii, Loranthaceae: Nuytsia floribunda, Menispermaceae: La mayoría de los géneros, Nyctaginaceae: la mayoría de los géneros incluyendo Boerhaavia, Bougainvillea, Cryptocarpon, Heimerliodendron, Mirabilis, Neea, Pisonia, Torrubia, Phaeoptilium, Passifloraceae: Adesmia, Phytolaccaceae: Gallesia, Phytolacca, Rivina, Stegnosperma, Plumbaginaceae: Acantholimon, Aegilitis, Limoniastrum, Polygalaceae: Bredemeyera, Catocoma, Comesperma, Moutabea, Securidaca, Rhabdodendraceae: Rhabdodendron, Rubiaceae: Basanacantha, Chicocca, Sapindaceae: Serjania pinnata, Simmondsiaceae: Simmondsia, Thymeleaceae: Wikstroemia chamaejasme, Vitaceae: Tetrastigma.  (Carlquist 1988 y referencias en él)
Se incluye en esta categoría el fenómeno inusual de "cámbiumes sucesivos centrípetos" como en Misodendron subg. Angelopogon donde un cámbium primario forma considerable xilema y floema, pero una segunda serie de haces con actividad cambial se forma no fuera del primer cilindro, sino dentro de él, en la médula. En algunas especies de Piperaceae, como Macropiper excelsum y Piper jaborandi, hay haces en la médula que experimentan crecimiento secundario. Sin embargo, estos haces no aparecen como resultado de un segundo cámbium, sino que son parte del tallo primario. Algunos de los ejemplos en esta lista podrían representar haces medulares (haces que se dejaron simultáneamente con los del cilindro vascular) en lugar de haces desarrollados posteriormente interconectados por un cámbium.
Ocurre en: Acanthaceae: Afromendoncia, Bignoniaceae: Campsis, Clytostoma, Tecomaria, Caryocaraceae: Caryocar nuciferum, Caryophyllaceae: Acanthophyllum, Misodendraceae: Misodendron subg. Angelopogon. (Carlquist 1988 y referencias en él)

### (2) De tipo foraminado o de floema interxilar o incluido
Como se ha dicho en la sección anterior, Carlquist (1988) propone abandonar término "floema interxilar" para referirse al cámbium sucesivo ya que ha resultado en confusión, y usarlo sólo en el caso estricto de las instancias en que un único cámbium forma floema internamente, es decir lo forma incluido (¿o incluso?) en el xilema. El floema incluido puede tomar varias formas, el lector de la literatura anatómica debe recordar que el floema incluido tiene un parénquima asociado a él que ordinariamente no es mencionado, lo que puede dar la falsa impresión de que sus haces consisten sólo de elementos de tubo criboso y células acompañantes. Algunos de los ejemplos de floema incluido representan unos pocos haces de floema esparcidos en un fondo principalmente parenquimático, pero la mayoría presenta un xilema secundario lignificado dentro del cual se distribuyen los haces de floema interxilar. 
El término "foraminado" ha sido utilizado para lo que aquí se llamó floema interxilar. No confundir con floema intraxilar, el formado entre la médula y el xilema, que interesantemente puede funcionar como un "precursor" del xilema interxilar como en algunas familias de Myrtales. El tipo particular encontrado en Strychnos y compartido por muchas de sus especies ha sido llamado "floema interxilar centrípeto". (Carlquist 1988 y referencias) Carlquist (1988) lista al corcho interxilar (una capa de parénquima terminal suberificada, u otras preexistentes que se vuelven suberificadas) como una variante del parénquima axial y no como una variante de cámbium.
Este tipo de floema interxilar derivado de un único cámbium se encuentra en las familias: Acanthaceae: Thunbergia, Apocynaceae: Lyonsia straminea, Asclepiadaceae: Asclepias obtusifolia, A. syriaca, Ceropegia, Leptadenia, Asteraceae: Stoebe, Brassicaceae: Brassica, Cochlearia, Raphanus, Clusiaceae: Endodesmia (raíces), Combretaceae: Calycopteris, Combretum, Guiera, Thiloa, Convolvulaceae: Ipomoea versicolor, Cucurbitaceae: Cucurbita, Lagenaria, Euphorbiaceae: Dalechampia, Gentianaceae: Chironia, Crawfordia, Ixanthus, Orphium, raíces de muchos otros, Icacinaceae: géneros lianoides de la tribu Sarcostigmateae, Loganiaceae: Antonia, Bonuynia, Logania, Norrisia, Strychnos, Lythraceae: Lythrum salicaria (raíz), Malpighiaceae: Dicella, Stigmaphyllon, Melastomataceae: Kibessia, Lijndenia, Memecylon, Mouriri, Olisbea, Ptenandra, Onagraceae: Epilobium, Gaura, Lopezia, Oenothera, Zauschneria, Salvadoraceae: Azima, Dobera, Salvadora, Solanaceae: Atropa belladonna (raíces y rizomas), Datura stramonium (raíz), Scolopia carniolica (raíz), Stylidiaceae: Stylidium, Thymeleaceae: Aquilaria y 8 géneros más, Urticaceae: Myriocarpa, Vochysiaceae: Erisma, Erismadelphus, Qualea.  (Carlquist 1988 y referencias en él)

### (3) Actividad inequitativa del cámbium
Tallos no cilíndricos por actividad inequitativa del cámbium. El cámbium normal en otros aspectos, pero que produce una forma tridimensional no cilíndrica -y que puede ser simple o múltiple, pero no sucesivo- agrupa una multiplicidad de casos ya que puede formarse por origen simultáneo del cámbium en diferentes sectores del tallo o bien por la fractura de un único cámbium en muchas porciones. (Hay tallos aplanados por cámbium sucesivo y por eso no están en esta lista, como en las lianas de Machaerium (Fabaceae), Anomospermum (Menispermaceae), Securidaca (Polygalaceae), Tetrastigma (Vitaceae), ni están en esta lista los tallos marcadamente lobados con más de un cámbium, como el cámbium sucesivo de Cucurbitaceae:Momordica y Sapindaceae:Serjania).
Tallos ovales en la sección transversal: Celastraceae: Celastrus, Euonymus, Combretaceae: Quisqualis, Malpighiaceae: Heteropteris, Marcgraviaceae: Marcgravia, Moraceae: Ficus, Piperaceae: Piper, Polygonaceae: Atraphaxis, Coccoloba, Rubiaceae: Manettia, Sabicea, Verbenaceae: Lantana, Lippia, Petraea.  (Carlquist 1988 y referencias en él)
Lianas con tallos marcadamente aplanados: Apocynaceae: Landolphia owariensis, Aristolochiaceae: Aristolochia, Pararistolochia, Fabaceae: Abrus, Bauhinia, Milletia, Rhynchosia, Malpighiaceae: Heteropteris, Polygonaceae: Coccoloba, Ulmaceae: Celtis, Urticaceae: Urera obovata, Vitaceae: Cissus.  (Carlquist 1988 y referencias en él)
Tallos lobados en sección transvesal, no fragmentados, escandentes: Celastraceae: Celastrus, Euonymus, Combretaceae: Combretum dolichandrone, Fabaceae: Acacia pennata y otros géneros, Rubiaceae: Canthium, Mussaenda, Verbenaceae: Lantana.  (Carlquist 1988 y referencias en él)
Tallos lobados no lianas, característicamente ocurren en los árboles con raíces tabulares de las selvas tropicales (rain forest).  (Carlquist 1988 y referencias en él)
Tallos lobados y fragmentados, se da en arbustos desérticos, ejemplos son Artemisia (Asteraceae), Eriogonum (Polygonaceae) y Larrea (Zygophyllaceae).  (Carlquist 1988 y referencias en él)
Tallos con xilema surcado. El tallo con xilema surcado (xylem furrowed) o el "tallo interrumpido" (interrupted stem) de Chalk y Chattaway 1937, o las tiges sillonées de Obaton (1960), el término tiene una aplicación más precisa que lo que el nombre sugiere, ya que son los tallos en los que el cámbium se convierte a unilateral o casi, produciendo sólo o casi solamente floema (hay especies leñosas que se considera que no tienen actividad cambial anormal, pero tienen una variedad de grados de indentación en las áreas radiales, como Fagus sylvatica, el cámbium en las áreas de rayo parece tener una deposición de xilema ligeramente retardada, estos ejemplos pueden ser tan sutiles que no serían para pensar en ellos como xilema surcado, aun cuando el fenómeno de hecho está representado en ellos en una versión muy suave.)
Ejemplos son, Bignoniaceae: Adenocalymma, Anemopaegma, Arrabidaea, Bognonia, Callichlamys, Cuspidaria, Distictis, Doxantha, Fridericia, Glaziovia, Haplolophium, Lundia, Melloa, Paragonia, Petastoma, Pithoctenium, Phaedranthus, Phryganocydia, Pleonotoma, Pyrostegia, Stizophyllum, Tanaecium, Convolvulaceae: Bonamia, Neuropeltis, Prevostea, Fabaceae: Centrosema plumieri, Hippocrateaceae: Hippocratea, Salacia, Malpighiaceae: Triapsis odorata, Icacinaceae: Neostachyanthus, Pyrenacantha,  Passifloraceae: Crossostemma, Passiflora. (Carlquist 1988 y referencias en él) 
Tallos con xilema en platos. Las dicotiledóneas cuyas áreas fasciculares son pocas y separadas por áreas radiales grandes que consisten en parénquima de paredes delgadas, constituye una forma de anormalidad que puede considerarse una variante de cámbium. Se ve claramente en Misodendron subg. Angelopogon en el que la actividad cambial es mucho menos activa en las áreas radiales que en las fasciculares, y en las que la rotura de las áreas radiales es no existente.
Ejemplos de esta tendencia, si bien dependiendo de las interpretaciones personales, varios ejemplos adicionales podrían citarse: Asteraceae: Bidens, Mikania. Menispermaceae: Cocculus, Menispermum, Tinospora. Misodendraceae: Misodendron subg. Angelopogon. (Carlquist 1988 y referencias en él)
Tallos con porciones de madera dispersas separadas por parénquima (wood portions dispersed, separated by parenchyma). Esta frase puede aplicarse a las especies en las que el tallo comienza como un cilindro de xilema, pero los segmentos se separan y cada segmento tiene su propio cámbium, que tiende a extenderse parcial o totalmente alrededor del segmento, más que si los segmentos se hubieran mantenido unidos. La abundancia de parénquima está relacionada con la dispersión de los segmentos de madera en las especies y géneros que poseen esta variante de cámbium. Se lo podría llamar un grupo de variantes de cámbium, ya que no podemos estar seguros de que el mecanismo de formación es idéntico en todos los ejemplos con fragmentos dispersos de madera, y algún grado de diversidad es indicado por el trabajo de Handa (1937). Una pista hacia el mecanismo probablemente más importante que las demás es la representada por el término de Obaton (1960), parenchyme de remplissage. Este parénquima, en esencia, se forma en las zonas en reemplazo de los elementos traqueales imperforados, estas zonas de parénquima pueden mostrar proliferación, separando los segmentos de madera aún más. Sin embargo, la proliferación de parénquima es difícil de separar de la tendencia del cámbium de formarse en este mismo parénquima, que encierra en un círculo parcialmente o aún totalmente los fragmentos y asegura una separación aún mayor. El tipo de abundancia de parénquima que lleva a la fragmentación es mostrada por Thunbergia alata. Thunbergia es cercanamente emparentada a Mendoncia y la apariencia es esencialmente la misma como se ve en los estadios tempranos del desarrollo del tallo en Afromendoncia y Mendoncia. La tendencia de los tallos con fragmentos de madera dispersos a tener abundantes cantidades de parénquima es evidente, más estudios ontogenéticos son necesarios.
Ejemplos: Acanthaceae: Afromendoncia, Mendoncia. Apiaceae: Azorella selago. Apocynaceae: Tetrapteris. Caryophyllaceae: Acanthophyllum. Convolvulaceae: Merremia, Neurpeltis, Prevostea. Fabaceae: Bauhinia spp. (p.ej. B. championi, B. japonica, B. langdorffiana), Kunstleria ridleyi. Icacinaceae: Icacina, Iodes, Phytocrene, Pyrenacantha, Malpighiaceae: Banisteria, Flabellaria, Mascagnia, Tetrapteris, Vitaceae: Cissus (Carlquist 1988 y referencias en él)
Cilindro del xilema dividido (divided xylem cylinder), también conocido como "masa de xilema partido" (cleft xylem mass). El término puede aplicarse a las especies en las que el tallo tiene un cilindro vascular surcado (furrowed) en sección transversal. Durante el crecimiento secundario cada uno de los arcos se rodea de cámbium, y los estadios sebsecuentes de crecimiento secundario adicionan tejidos secundarios en cada uno de los arcos independientemente.
Conocido en Sapindaceae: Serjania corrugata y especies del género cercanamente emparentadas con ella, Urvillea. (Carlquist 1988 y referencias en él)
Xilema secundario compuesto (compound secondary xylem), posiblemente la misma que las "masas de xilema secundario" (compound xylem masses) con "xilema y floema alternando concéntricamente" (concentrically alternating xylem and phloem) de Metcalfe y Chalk (1983). En este tipo de variante del cámbium, un cilindro normal de xilema secundario y floema secundario se desarrolla en el tallo, además, se desarrolla un cámbium alrededor de los haces de la corteza, convirtiendo a cada uno de éstos en cilindros de xilema secundario rodeado por floema secundaro. Como estos haces vasculares son sitios preexistentes para el desarrollo del cámbium, a diferencia del parénquima que provee sitios para el desarrollo del cámbium en el cámbium sucesivo, éste es considerado una variante diferente de cámbium. Esta variante ha sido identificada en 91 de 172 especies de Serjania y 16 de 122 especies de Paullinia (las dos Sapindaceae), el ejemplo que quizás se incluya es Gnidia (Thymeleaceae). (Carlquist 1988 y referencias en él)

### Combinaciones de variantes de cámbium
Algunos ejemplos de combinaciones:
Cámbium sucesivo + tallo aplanado: Machaerium (Fabaceae), Anomospermum (Menispermaceae), Securidaca (Polygalaceae), Tetrastigma (Vitaceae) (Carlquist 1988 y referencias en él)
Segmentos de xilema dispersados por parénquima + floema interxilar: Mendoncia (Acanthaceae) (Carlquist 1988 y referencias en él)
Cámbium sucesivo + tallo lobado: Thinouia ventricosa (Sapindaceae) (Carlquist 1988 y referencias en él)
Cámbium sucesivo + xilema surcado: Phytocrene macrophylla (Icacinaceae) (Carlquist 1988 y referencias en él)

### El caso de xilema no lignificado
"La ocurrencia de xilema no lignificado es citada por Metcalfe y Chalk (1950:961) como una anormalidad en algunas especies de Breweria, Convolvulus, Exogonium e Ipomoea (Convolvulaceae). No se podrían ver como una actividad anormal del cámbium, y quizás no deberían ser listadas como una anormalidad en absoluto. Ciertamente se podrían citar anuales herbáceas en las que esto ocurre. Sin embargo, la pertinencia de listar ejemplos de xilema no lignificado se vuelve mayor cuando se está discutiendo sobre géneros guiadores como Ceropegia (Asclepiadaceae), porque en los miembros más leñosos de las familias en las que esto ocurre (p.ej. Asclepias albicans), la madera es típica en que tiene un plan ground de elementos traqueales imperforados con paredes secundarias lignificadas. Uno puede considerar esto como relacionado con el hábito guiador sin considerarlo una anormalidad cambial. De la misma manera, la extensión de los rayos primarios anchos inalterados en el xilema secundario en los géneros guiadores (p.ej. Aristolochia) es un ejemplo de una característica de las guiadoras, sin ser un ejemplo de una anormalidad cambial."  (Carlquist 1988)

### La proliferación parenquimática deFouquieria
El término "proliferación parenquimática" se aplica a un fenómeno característico de algunas especies suculentas de Fouquieria, que podrían ser llamadas "suculentas leñosas" más que suculentas parenquimatosas, en el que el parénquima axial y el radial pueden sufrir división celular y alargamiento de sus células hasta que las partes "fibrosas" de la madera, el xilema fascicular, terminen quebrándose y abriéndose, dando la sensación de "explotadas" debido a la proliferación del parénquima axial y el radial (Henrickson 1968). El proceso no es equivalente a decir "crecimiento secundario anómalo" al menos en el sentido de Carlquist (1988) porque debería haber al menos alguna alteración en la conformación cambial o sus productos. La proliferación de parénquima de las especies suculentas de Fouquieria tienen cámbium normal en todos los aspectos, la expansión de tallo es causada por divisiones en el parénquima que ya se derivó de un cámbium. Este fenómeno puede estar relacionado con el almacenamiento de agua en estas especies, también puede ser un mecanismo para lograr los troncos cónicos que característicamente tienen. La proliferación de parénquima no tiene un rol en ciertas configuraciones cambiales anormales. (Carlquist 1988:168)

## Citas
1. ↑  Carlquist (1988[1]): "Crecimiento secundario anómalo" es el término bajo el cual han sido agrupadas las conformaciones cambiales, los productos cambiales, y los números cambiales que difieren de la condición más "normal", llamada de esa manera al único cambium cilíndrico que produce floema externamente y xilema internamente. El término "variantes" es empleado aquí como una manera de referir a los tipos menos comunes, "anómalo" puede dar la impresión incorrecta de una actividad que es un desorden."
2. 1 2  Carlquist (1988[1]): "Metcalfe y Chalk (1983:211) llaman a este fenómeno "xilema y floema alternados concéntricamente", ellos y otros sugieren el término "floema interxilar" (interxylary phloem) o "floema incluido" (included phloem) cuando hay cámbiumes sucesivos, pero yo llamaré floema interxilar sólo al tipo en el que hay un único cámbium. "Floema interxilar" y "floema incluido" es un nombre inadecuado cuando hay cámbiumes sucesivos, porque el floema producido por cada cámbium está en una posición normal en relación al xilema producido por ese cámbium, y una banda de parénquima o esclerénquima (tejido conjuntivo) separa el tejido vascular (desmógeno, desmogen) relacionado con un cámbium de los productos del siguiente, y por lo tanto el floema es considerado embebido ("inter"), está embebido en un sistema mucho más complejo que sólo xilema secundario. Es más, como notaron Mikesell y Popham, este "floema incluido" (o floema interxilar) fue aplicado equivocadamente a plantas con cámbiumes sucesivos porque el tejido conjuntivo con paredes secundarias gruesas fue erróneamente identificado como xilema secundario."